# Operculina
Operculina es un género con 48 especies de plantas con flores perteneciente a la familia de las convolvuláceas. 

## Especies seleccionadas[2]
- Operculina aegyptia House
- Operculina aequisepala (Domin) R.W.Johnson
- Operculina alata (Ham.) Urb.
- Operculina alatipes House
- Operculina turpethum (L.) Silva Manso - turbit de la India[3]